# Liste der Biografien/Fischer, K
Liste der Biografien |
Portal Biografien |
K Personensuche
# |
A |
B |
C |
D |
E |
F |
G |
H |
I |
J |
K |
L |
M |
N |
O |
P |
Q |
R |
S |
T |
U |
V |
W |
X |
Y |
Z |
?
 
Fa |
Fe |
Ff |
Fh |
Fi |
Fj |
Fk |
Fl |
Fm |
Fn |
Fo |
Fr |
Ft |
Fu |
Fy
 
Fia |
Fib |
Fic |
Fid |
Fie |
Fif |
Fig |
Fih |
Fii |
Fij |
Fik |
Fil |
Fim |
Fin |
Fio |
Fip |
Fiq |
Fir |
Fis |
Fit |
Fiu |
Fiv |
Fix |
Fiz
 
Fisa |
Fisb |
Fisc |
Fise |
Fish |
Fisi |
Fisk |
Fisl |
Fism |
Fiso |
Fisq |
Fiss |
Fist |
Fisu |
Fisz
 
Fisce |
Fisch |
Fiscu
 
Fischa |
Fischb |
Fischd |
Fische |
Fischg |
Fischh |
Fischi |
Fischl |
Fischm |
Fischn |
Fischo |
Fischt
 
Fisched |
Fischel |
Fischen |
Fischer |
Fischet
 
Fischer, A |
Fischer, B |
Fischer, C |
Fischer, D |
Fischer, E |
Fischer, F |
Fischer, G |
Fischer, H |
Fischer, I |
Fischer, J |
Fischer, K |
Fischer, L |
Fischer, M |
Fischer, N |
Fischer, O |
Fischer, P |
Fischer, R |
Fischer, S |
Fischer, T |
Fischer, U |
Fischer, V |
Fischer, W |
Fischer, X |
Fischer, Y |
Fischer, Z |
Fischera |
Fischerk |
Fischerm |
Fischern |
Fischero
Die Liste der Biografien führt alle Personen auf, die in der deutschsprachigen Wikipedia einen Artikel haben. Dieses ist eine Teilliste mit 83 Einträgen von Personen, deren Namen mit den Buchstaben „Fischer, K“ beginnt.

## Fischer, K

### Fischer, Ka
- Fischer, Kai (* 1934), deutsche Film- und Fernsehschauspielerin und Autorin
- Fischer, Kai (* 1963), deutscher Fundraisingexperte, Fachbuchautor und Dozent
- Fischer, Kai (* 1980), deutscher Gitarrist, Komponist und Kostümbildner
- Fischer, Kai (* 1981), deutscher Radio-Moderator, Fernseh-Moderator und Event-ModeratorKai Fischer (* 1981)

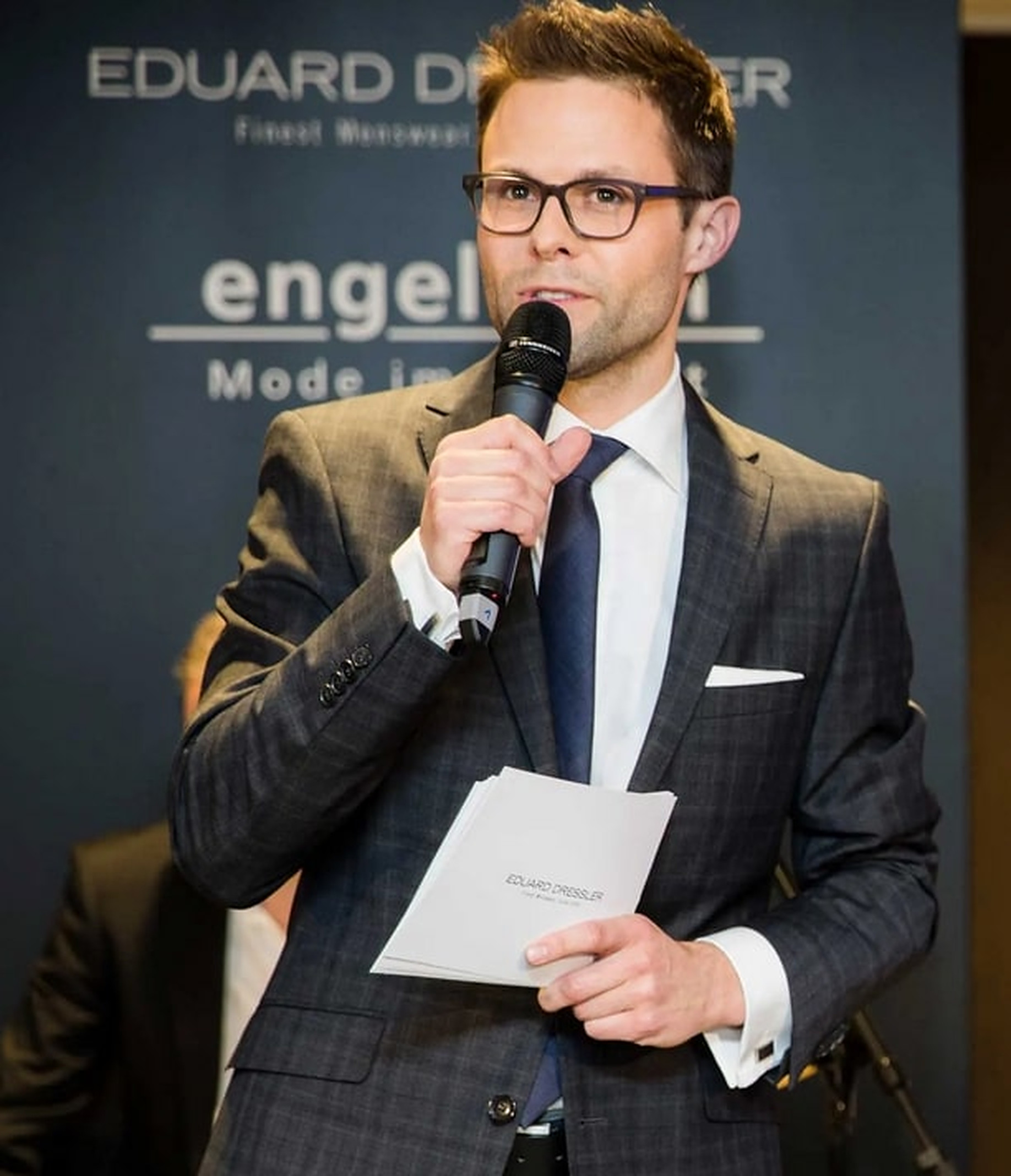
Kai Fischer (* 1981)

- Fischer, Karin (* 1972), deutsche Curlerin
- Fischer, Karl, estnischer Fußballspieler
- Fischer, Karl (1780–1836), deutscher Opernsänger, Theaterschauspieler und Bühnenschriftsteller
- Fischer, Karl (1787–1853), Theaterschauspieler
- Fischer, Karl (1801–1884), österreichischer Theaterschauspieler und -regisseur
- Fischer, Karl (1840–1883), österreichischer Opernsänger (Bariton, Bass)
- Fischer, Karl (1853–1910), deutscher Kunsttöpfer
- Fischer, Karl (1868–1927), Schweizer Unternehmer und Politiker (FDP)
- Fischer, Karl (1868–1943), deutscher Hydrologe
- Fischer, Karl (1871–1931), deutscher Politiker (DNVP), MdR
- Fischer, Karl (1877–1950), deutscher Politiker (SPD), MdL
- Fischer, Karl (1881–1941), Begründer der Wandervogelbewegung
- Fischer, Karl (1893–1940), deutscher Politiker (KPD), MdL und Widerstandskämpfer gegen den Nationalsozialismus
- Fischer, Karl (1898–1956), deutscher Bibliothekar
- Fischer, Karl (1900–1972), deutscher Schriftsteller, Pfarrer und Politiker (CDU), MdV
- Fischer, Karl (1901–1958), deutscher Chemiker
- Fischer, Karl (1904–1976), deutscher Politiker (CSU), MdL Bayern
- Fischer, Karl (1918–1963), österreichischer trotzkistischer Politiker und Widerstandskämpfer
- Fischer, Karl (1921–2019), deutscher Illustrator
- Fischer, Karl (1922–2015), österreichischer Diplomat und UN-Funktionär
- Fischer, Karl (* 1956), österreichischer SchauspielerKarl Fischer (* 1956)

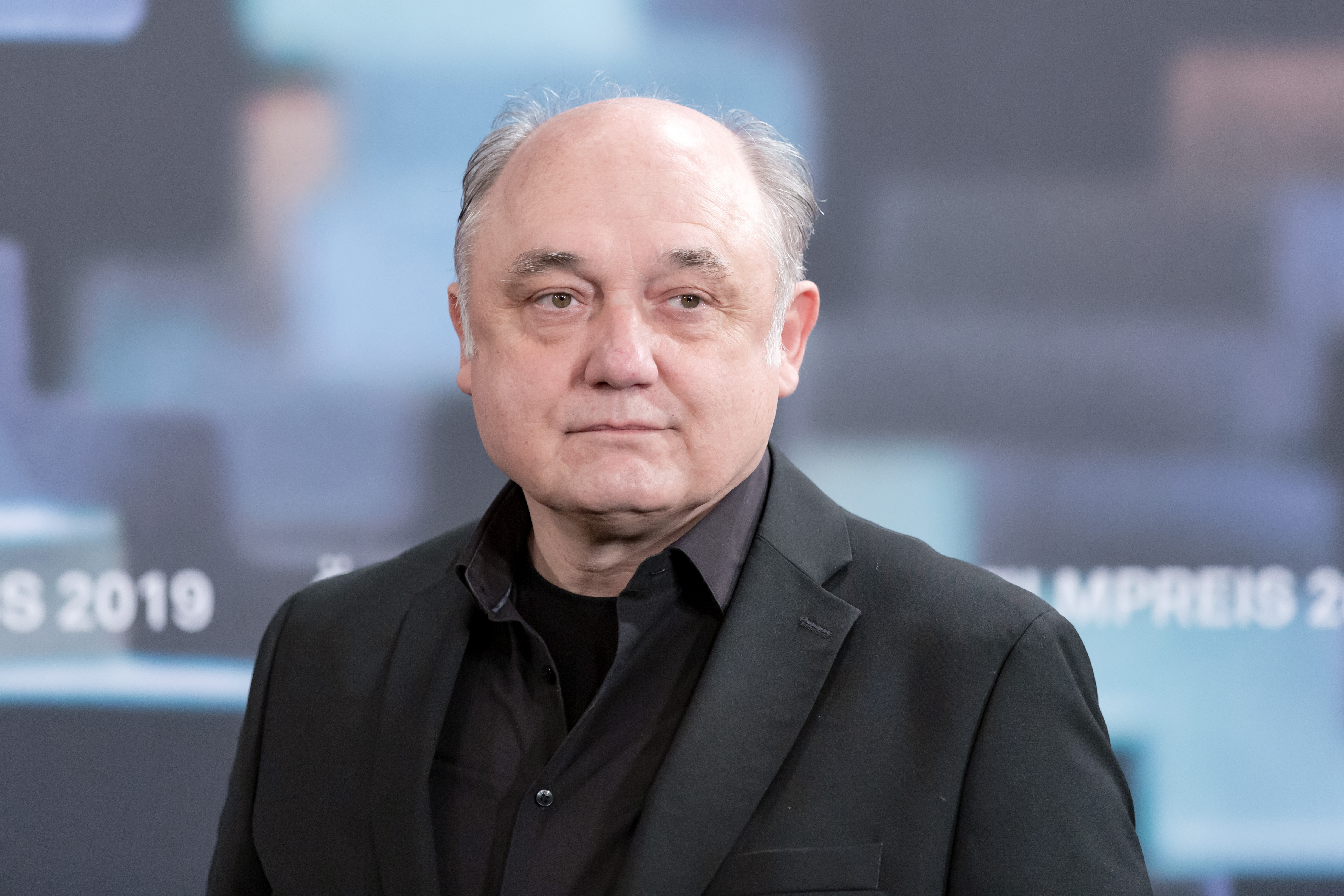
Karl Fischer (* 1956)

- Fischer, Karl August (1885–1975), deutscher Verwaltungsbeamter und Politiker
- Fischer, Karl Friedrich von (1756–1821), badischer Kriegsminister
- Fischer, Karl Martin (1936–1981), deutscher evangelischer Theologe
- Fischer, Karl Philipp (1807–1885), deutscher Autor und Philosoph
- Fischer, Karl Tobias (1871–1953), deutscher Physiker
- Fischer, Karl von (1782–1820), deutscher Architekt
- Fischer, Karl von (1811–1868), württembergischer Generalleutnant
- Fischer, Karl Wilhelm (1800–1873), österreichischer Schauspieler
- Fischer, Karl Wilhelm (1888–1970), österreichischer Lehrer, Volkskundler und Autor
- Fischer, Karl-Friedrich (* 1947), deutscher Informatiker
- Fischer, Karl-Heinz (1934–1971), deutscher Flüchtling, Todesopfer an der innerdeutschen Grenze
- Fischer, Karl-Josef (1904–1992), österreichischer SS-Hauptsturmführer und Lagerarzt im KZ Auschwitz
- Fischer, Karl-Rudolf (* 1954), deutscher Politiker (SPD)
- Fischer, Karsten (* 1967), deutscher Politikwissenschaftler
- Fischer, Karsten (* 1984), deutscher Fußballspieler
- Fischer, Kaspar (1938–2000), Schweizer Schauspieler, Kabarettist, Schriftsteller und ZeichnerKaspar Fischer (1938–2000)

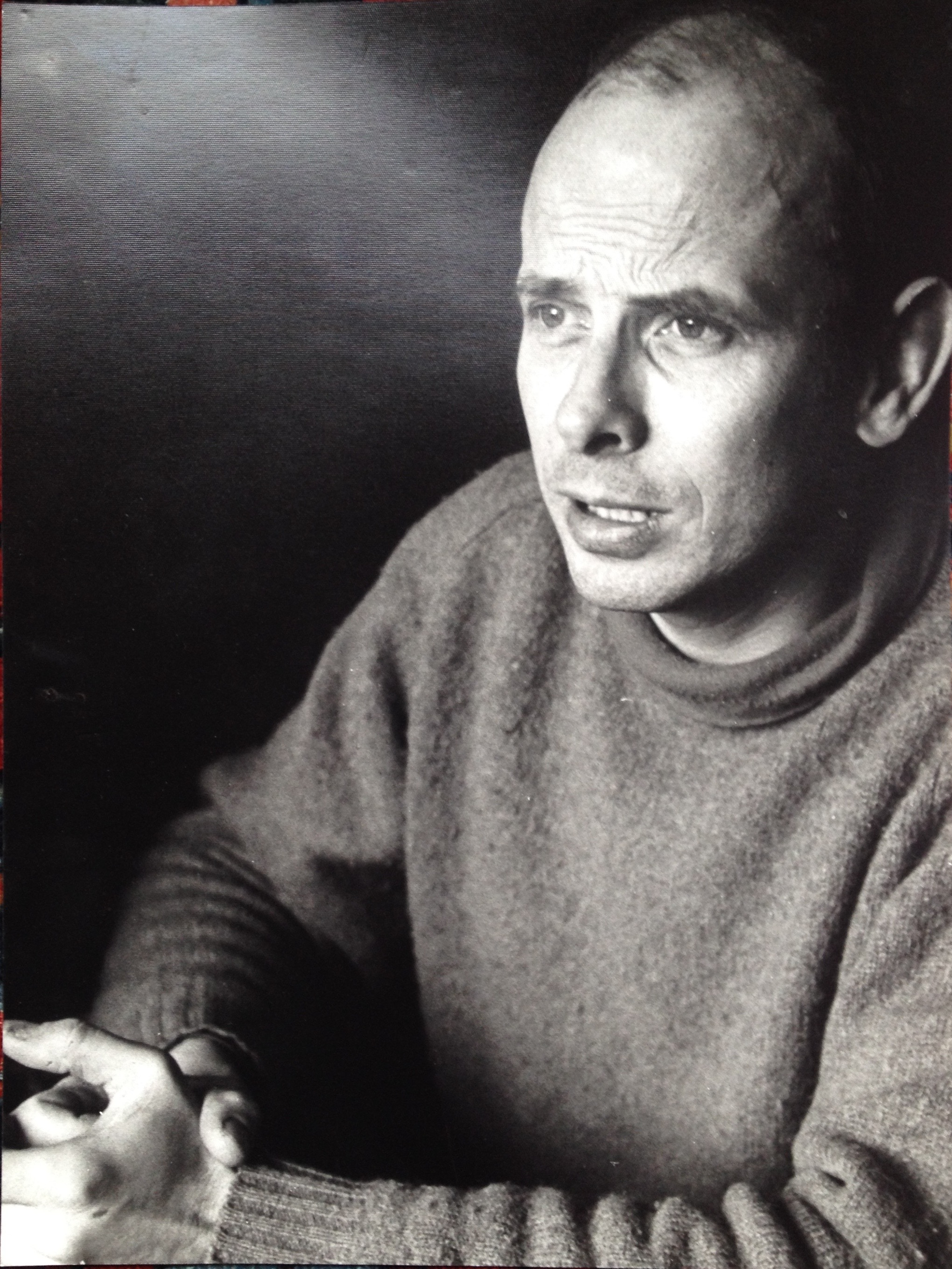
Kaspar Fischer (1938–2000)

- Fischer, Katarina (* 1982), deutsche Schriftstellerin und Bildredakteurin
- Fischer, Kate (* 1973), australische Schauspielerin und Model
- Fischer, Katrin (1948–2015), deutsche Theaterpädagogin, Synchronregisseurin und Hörspielsprecherin

### Fischer, Ki
- Fischer, Kilian (* 2000), deutscher Fußballspieler
- Fischer, Kilian Joseph (1782–1848), deutscher römisch-katholischer Theologe
- Fischer, Kirstin (* 1980), deutsche Theaterschauspielerin

### Fischer, Kl
- Fischer, Klaus (1919–1993), deutscher Indologe und Kunsthistoriker
- Fischer, Klaus (1930–2022), deutscher Schriftsteller
- Fischer, Klaus (1934–2009), deutscher Fotograf und Buchautor
- Fischer, Klaus (* 1948), Schweizer Politiker
- Fischer, Klaus (* 1949), deutscher Wissenschaftshistoriker
- Fischer, Klaus (* 1949), deutscher Fußballspieler und -trainerKlaus Fischer (* 1949)

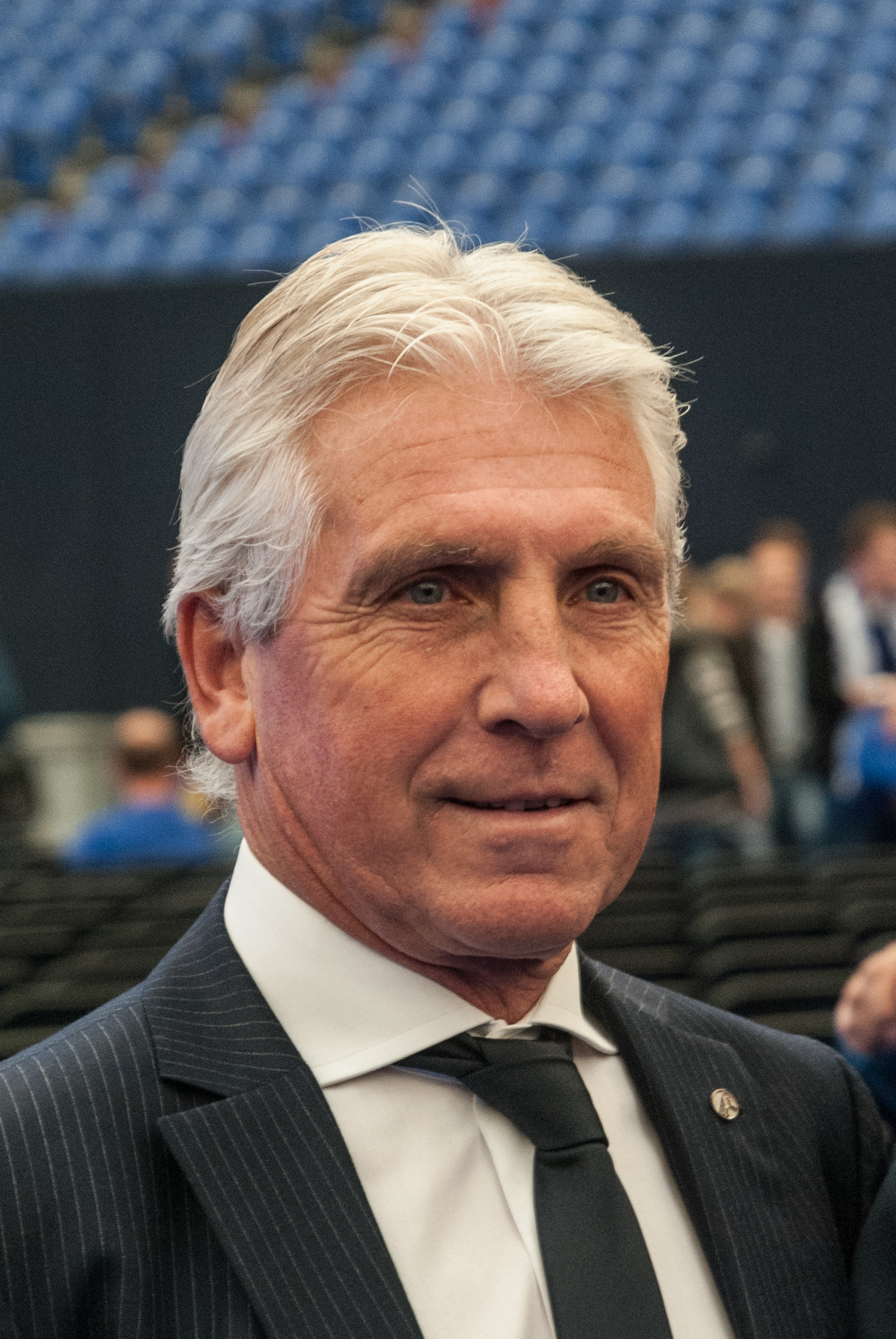
Klaus Fischer (* 1949)

- Fischer, Klaus (* 1950), deutscher Unternehmer
- Fischer, Klaus (* 1963), österreichischer Badmintonspieler
- Fischer, Klaus (* 1968), deutscher Biologe und Professor für Tierökologie
- Fischer, Klaus Hein († 2001), deutscher Illustrator und Bühnenbildner
- Fischer, Klaus-Christian (* 1938), deutscher Gießereiingenieur, NDPD-Funktionär, BFD-Funktionär, MdV und Staatssekretär
- Fischer, Klaus-Dieter (* 1940), deutscher Sportfunktionär, Präsident von SV Werder Bremen
- Fischer, Klaus-Dietrich (* 1948), deutscher Klassischer Philologe, Medizinhistoriker und Hochschullehrer
- Fischer, Klemens (* 1964), österreichischer EU-Diplomat und Privatdozent für Internationale Beziehungen

### Fischer, Ko
- Fischer, Konrad (* 1854), deutscher Buchdruckereibesitzer und Politiker (Zentrum), MdR
- Fischer, Konrad (1895–1982), deutscher Landrat und NSDAP-Funktionär
- Fischer, Konrad (1939–1996), deutscher Maler und Galerist
- Fischer, Konrad (* 1948), deutscher Fischereimeister und Politiker
- Fischer, Konrad (1955–2018), deutscher Architekt und Denkmalpfleger
- Fischer, Konstanze (* 1989), deutsche Schauspielerin

### Fischer, Ku
- Fischer, Kunigunde (1882–1967), deutsche Politikerin
- Fischer, Kuno (1824–1907), deutscher Philosoph
- Fischer, Kurt (1892–1942), Wegbereiter des Buddhismus in Deutschland
- Fischer, Kurt (1900–1950), deutscher Politiker (SED), MdVKurt Fischer (1900–1950)

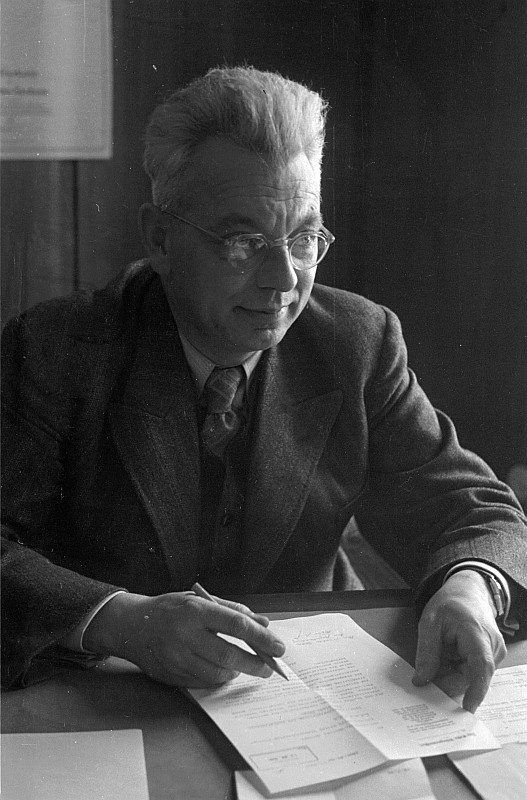
Kurt Fischer (1900–1950)

- Fischer, Kurt (1902–1991), deutscher Politiker (NSDAP, GB/BHE), MdL
- Fischer, Kurt (1910–1969), deutscher Bürgermeister
- Fischer, Kurt (1923–1977), deutscher Fußballspieler
- Fischer, Kurt (1937–2021), deutscher Flottillenadmiral
- Fischer, Kurt (* 1958), deutscher Vorstandsvorsitzender der Kreissparkasse Hainichen in Sachsen
- Fischer, Kurt (* 1963), österreichischer Politiker (ÖVP), Landtagsabgeordneter
- Fischer, Kurt (* 2000), deutscher Politiker (SPD), MdL Brandenburg
- Fischer, Kurt Gerhard (1928–2001), deutscher Politikdidaktiker
- Fischer, Kurt Joachim (1911–1979), deutscher Filmproduzent und Drehbuchautor
- Fischer, Kurt Rudolf (1922–2014), österreichischer Philosoph
- Fischer, Kurt von (1913–2003), Schweizer Musikwissenschaftler und Pianist
- Fischer, Kurt W. (1943–2020), US-amerikanischer Soziologe und Entwicklungstheoretiker